# Cambio dog leg

Il cambio dog leg (in italiano zampa di cane) o cambio ad H è un tipo di disposizione dei rapporti in una trasmissione manuale caratterizzato da uno spostamento in alto a sinistra della retromarcia, con la prima marcia posto subito sotto di essa, in basso a sinistra. I cambi di questo genere sono caduti in disuso principalmente perché la maggior parte delle vetture ha il cambio a sei velocità, che sono inadatte alla disposizione di dog-leg.
I cambi con questo tipo di layout sono usati su vetture ad alte prestazioni o da competizione perché il passaggio di marcia più frequente è quello dalla seconda alla terza che quella dalla prima alla seconda marcia.
Esempi di auto che hanno utilizzato questo modello per motivi di prestazioni includono la Alfa Romeo Alfa 6 e Montreal, BMW M3 (E30), BMW 2002 Turbo, BMW M1, Ferrari Testarossa, Porsche 914,Porsche 911 e 928, Talbot Sunbeam Lotus, Vauxhall Firenza, Ferrari 308, Lancia Stratos, Lancia Fulvia 1,6 HF, Lamborghini Countach, Maserati Biturbo, Mercedes 190E 2.3-16 e De Tomaso Pantera, ma anche l'Iveco Turbodaily.
Nell'aprile 2016 è stata annunciata l'Aston Martin V12 Vantage S, una delle ultime vetture prodotte equipaggiate con un cambio a 7 marce con selettore dog leg.
Nel settembre del 2022 viene mostrata al pubblico la Pagani Utopia, disponibile con cambio manual a 7 rapporti con selettore dog leg.